# Miquel Mascort i Riera
Miquel Mascort i Riera és un advocat i promotor cultural català. Ha estat jutge de districte a Girona.
El 2002 va rebre la Creu de Sant Jordi per la intensa activitat que ha dut a terme, des de la ciutat de Girona, en defensa de la llengua catalana, en l'àmbit de l'esport, i en organismes de caràcter benèfic. I també, i singularment, com a promotor artístic al capdavant de la Galeria d'Art El Claustre, que contribueix a dinamitzar la vida gironina amb les seves mostres, activitats i publicacions.
Mascort fou president del Girona Futbol Club entre 1992 i 1993, període en el qual el club jugava a la Segona divisió B.